# Coppa Italia de 2016–17
A Coppa Italia 2016-2017 (TIM Cup 2016-2017 por razões de patrocínio) foi a 70ª edição do evento. Iniciou-se em 29 de julho de 2016. A final será pelo décimo ano consecutivo no Estádio Olímpico de Roma. Os vencedores se classificarão para a fase de grupos da Liga Europa da UEFA de 2017–18.A Juventus derrota a Lazio na final por 2-0 e conquista sua terceira Coppa da Itália seguida.

## Regulamento
Os times iniciam a competição a partir de diversas fases diferentes, conforme descrito abaixo:
Primeira fase (uma partida)
Primeira Rodada: 36 equipes da Lega Pro e Série D iniciam a competição;
Segunda Rodada: as 18 equipes vencedoras da Rodada anterior juntam-se a 22 equipes da Série B;
Terceira Rodada: os 20 vencedores da segunda rodada se confrontam com 12 equipes da Série A;
Quarta Rodada: os 16 vencedores da rodada anterior disputam esta rodada e, os vencedores, seguem para a segunda fase da competição.
Segunda Fase
Oitavas de Final (uma partida): os 8 vencedores da quarta rodada, se juntam aos clubes da Série A;
Quartas de Finais (uma partida)
Semi finais (Duas partidas)
A Final será disputada no Estádio Olímpico de Roma em Roma.

## Participantes
Série A (20 times)
| - Atalanta - Bologna - Cagliari - Chievo - Crotone | - Empoli - Fiorentina - Genoa - Inter - Juventus | - Lazio - Milan - Napoli - Palermo - Pescara | - Roma - Sampdoria - Sassuolo - Torino - Udinese |

Série B (22 times)
| - Ascoli - Avellino - Bari - Benevento - Brescia - Carpi | - Cesena - Cittadella - Frosinone - Latina - Novara - Perugia | - Pisa - Pro Vercelli - Salernitana - S.P.A.L. - Spezia | - Ternana - Trapani - Hellas Verona - Vicenza - Virtus Entella |

Lega Pro (27 times)
| - Alessandria - Ancona - Arezzo - Bassano Virtus - Carrarese - Casertana - Como | - Cosenza - Cremonese - FeralpiSalò - Fidelis Andria - Foggia - Juve Stabia - Lecce | - Livorno - Maceratese - Matera - Messina - Modena - Padova - Pontedera | - Pordenone - Reggiana - Siena - Südtirol-Alto Adige - Teramo - Tuttocuoio |

LND - Série D (9 teams)
| - Alto Vicentino - Campodarsego - Caronnese | - Fermana - Francavilla - Frattese | - Grosseto - Montecatini - Seregno |

## Primeira fase

### Primeira rodada
Um total de 36 equipes da Lega Pro e Serie D competiram nessa rodada. Os jogos foram disputados nos dias 29 e 31 de julho de 2016.
| 29 julho 2016 | Livorno            | 1–3       | Juve Stabia                     | Livorno                                                       |  |
| 21:00 CEST    | Cellini 26' (pen.) | Relatório | Liotti 20' · Del Sante 22', 56' | Estádio: Armando Picchi Público: 2,031 Árbitro: Fabio Piscopo |  |

| 30 julho 2016                       | Campodarsego                 | 3–3 (pro.) (3-4 pen.)                    | Maceratese                        | Campodarsego                                                                  |  |
| 18:00 CEST                          | Lauria 4' · Meloni 85', 108' | Relatório                                | Colombi 14' · Turchetta 73', 104' | Estádio: Centro Sportivo Il Gabbiano Público: 500 Árbitro: Giampaolo Mantelli |  |
|                                     |                              | Penalidades                              |                                   |                                                                               |  |
| Meloni Beccaro Aliù Pignat Radrezza |                              | Turchetta Quadri Kouko Gattari Malaccari |                                   |                                                                               |  |

| 30 julho 2016 | Lecce                   | 2–1       | Altovicentino  | Lecce                                                            |  |
| 21:00 CEST    | Vutov 13' · Mancosu 83' | Relatório | Trinchieri 88' | Estádio: Via del Mare Público: 3,299 Árbitro: Giuseppe Strippoli |  |

| 31 julho 2016 | Casertana                                       | 3–2 (pro.) | Tuttocuoio                 | Caserta                                                       |  |
| 15:00 CEST    | Giorno 90', pen.' · De Marco 106' · Kušeta 114' | Relatório  | Pellini 27' · Tempesti 94' | Estádio: Alberto Pinto Público: 500 Árbitro: Vincenzo Fiorini |  |

| 31 julho 2016 | Alessandria                | 2–1       | Teramo      | Alessandria                                                              |  |
| 17:00 CEST    | Iocolano 40' · Bocalon 62' | Relatório | Carraro 42' | Estádio: Giuseppe Moccagatta Público: 2,212 Árbitro: Pierantonio Perotti |  |

| 31 julho 2016 | Como                                                 | 3–0       | Montecatini | Pavia                                                             |  |
| 17:30 CEST    | Di Quinzio 38' · Chinellato 74' · Le Noci 76' (pen.) | Relatório |             | Estádio: Pietro Fortunati Público: 500 Árbitro: Francesco Guccini |  |

| 31 julho 2016 | Carrarese  | 1–2 (pro.) | Arezzo        | Carrara                                                         |  |
| 18:00 CEST    | Tutino 88' | Report     | Sirri 5', 97' | Estádio: Stadio dei Marmi Público: 841 Árbitro: Lorenzo Bertani |  |

| 31 julho 2016 | Modena                    | 2–0       | Francavilla | Modena                                                            |  |
| 18:00 CEST    | Tulissi 26' · Diakité 49' | Relatório |             | Estádio: Alberto Braglia Público: 1,547 Árbitro: Emanuele Mancini |  |

| 31 julho 2016                           | Padova | 0–0 (pro.) (3–4 pen.)             | Seregno      | Padova                                                          |  |
| 18:00 CEST                              |        | Relatório                         | {{{golos2}}} | Estádio: Euganeo Público: 1,502 Árbitro: Alessandro Pietropaolo |  |
|                                         |        | Penalidades                       |              |                                                                 |  |
| Ilari Mandorlini Madonna Filipe Emerson |        | Székely Valente Cusaro Lillo Jeda |              |                                                                 |  |

| 31 julho 2016 | FeralpiSalò                        | 2–3 (pro.) | Reggiana                                    | Salò                                                        |  |
| 18:00 CEST    | Bracaletti 38' (pen.) · Romero 89' |            | Marchi 36' (pen.) · Nolè 77' · Guidone 100' | Estádio: Lino Turina Público: 1,000 Árbitro: Daniel Amabile |  |

| 31 julho 2016 | Ancona                                      | 4–3       | Südtirol-Alto Adige                    | Ancona                                                             |  |
| 18:30 CEST    | Cognigni 21' (pen.), 58', 83' · Forgács 65' | Relatório | Bassoli 45+1' · Gliozzi 48' · Fink 68' | Estádio: Stadio del Conero Público: 1,200 Árbitro: Daniele Paterna |  |

| 31 julho 2016                           | Bassano Virtus | 1–1 (pro.) (5–3 pen.)            | Fidelis Andria | Bassano del Grappa                                             |  |
| 20:00 CEST                              |                |                                  | {{{golos2}}}   | Estádio: Rino Mercante Público: 700 Árbitro: Andrea Zingarelli |  |
|                                         |                | Penalidades                      |                |                                                                |  |
| Cavagna Rantier Laurenti Fabbro Candido |                | Matera Tartaglia Cianci Piccinni |                |                                                                |  |

| 31 julho 2016 | Cosenza      | 1–0       | Frattese | Cosenza                                                     |  |
| 20:30 CEST    | Cavallaro 8' | Relatório |          | Estádio: San Vito Público: 1,362 Árbitro: Vito Mastrodonato |  |

| 31 julho 2016 | Cremonese                                       | 4–3       | Fermana                               | Cremona                                                            |  |
| 20:30 CEST    | Porcari 23', 76' · Scappini 39' · Brighenti 83' | Relatório | Urbinati 2' · Molinari 57' · Forò 72' | Estádio: Giovanni Zini Público: 1,789 Árbitro: Alessandro Prontera |  |

| 31 julho 2016 | Foggia                       | 3–1       | Pontedera   | Foggia                                                            |  |
| 20:30 CEST    | Chiricò 10' · Viola 83', 88' | Relatório | Santini 38' | Estádio: Pino Zaccheria Público: 6,000 Árbitro: Riccardo Panarese |  |

| 31 julho 2016 | Matera                  | 3–0       | Caronnese | Matera                                                                            |  |
| 20:30 CEST    | Papini 83' · Casoli 84' | Relatório | Mair 56'  | Estádio: XXI Settembre - Franco Salerno Público: 2,500 Árbitro: Vincenzo Valiante |  |

| 31 julho 2016 | Pordenone                                                 | 5–2 | Grosseto                   | Pordenone                                                           |  |
| 20:30 CEST    | Berrettoni 9', 26' · Arma 15', 38' (pen.) · Stefani 90+1' |     | Falconieri 50', 55' (pen.) | Estádio: Ottavio Bottecchia Público: 1,000 Árbitro: Andrea Zanonato |  |

| 31 julho 2016 | Siena | 0–3       | Messina                         | Siena                                                            |  |
| 21:00 CEST    |       | Relatório | Pozzebon 11' · Ciccone 28', 56' | Estádio: Artemio Franchi Público: 1,100 Árbitro: Edoardo Paolini |  |

### Segunda rodada
Os jogos foram disputados entre os dias 5 e 8 de agosto de 2016.
| 5 agosto 2016 | Hellas Verona        | 2–1       | Foggia      | Verona                                                                    |  |
| 21:00 CEST    | Luppi 39' · Ganz 78' | Relatório | Letizia 19' | Estádio: Marcantonio Bentegodi Público: 5,972 Árbitro: Gianluca Aureliano |  |

| 6 agosto 2016 | Carpi                                            | 3–2       | Maceratese                         | Modena                                                         |  |
| 17:30 CEST    | Catellani 11' (pen.), 47' · Marchetti 37' (o.g.) | Relatório | Palmieri 88' · Quadri 90+5' (pen.) | Estádio: Alberto Braglia Público: 737 Árbitro: Marco Piccinini |  |

| 6 agosto 2016 | Spezia       | 1–0       | Modena | La Spezia                                                           |  |
| 20:30 CEST    | Iemmello 59' | Relatório |        | Estádio: Alberto Picco Público: 3,540 Árbitro: Gianluca Manganiello |  |

| 7 agosto 2016 | S.P.A.L.                  | 2–0       | Messina | Forlì                                                           |  |
| 18:30 CEST    | Antenucci 21' · Cerri 63' | Relatório |         | Estádio: Tullo Morgagni Público: 1,036 Árbitro: Lorenzo Illuzzi |  |

| 7 agosto 2016 | Vicenza                                                            | 4–2       | Casertana                         | Vicenza                                                     |  |
| 18:30 CEST    | Raičević 17' · Di Piazza 33' · Lorenzini 38' (o.g.) · Galano 90+4' | Relatório | Giorno 54' (pen.) · Lorenzini 68' | Estádio: Romeo Menti Público: 1,736 Árbitro: Marco Mainardi |  |

| 7 agosto 2016 | Bassano Virtus               | 2–0       | Avellino | Bassano del Grappa                                          |  |
| 20:00 CEST    | Maistrello 22' · Rantier 54' | Relatório |          | Estádio: Rino Mercante Público: 1,000 Árbitro: Riccardo Ros |  |

| 7 agosto 2016 | Cittadella | 1–2 (pro.) | Cremonese                       | Cittadella                                                          |  |
| 20:00 CEST    | Lora 15'   | Relatório  | Scappini 90+1' · Brighenti 106' | Estádio: Pier Cesare Tombolato Público: 924 Árbitro: Valerio Marini |  |

| 7 agosto 2016 | Bari           | 1–0       | Cosenza | Bari                                                            |  |
| 20:30 CEST    | Monachello 49' | Relatório |         | Estádio: San Nicola Público: 11,664 Árbitro: Antonio Di Martino |  |

| 7 agosto 2016 | Virtus Entella                 | 2–0       | Ancona | Chiavari                                                   |  |
| 20:30 CEST    | Troiano 25' (pen.) · Gerli 87' | Relatório |        | Estádio: Comunale Público: 1,128 Árbitro: Riccardo Pinzani |  |

| 7 agosto 2016 | Novara                      | 2–1       | Juve Stabia   | Novara                                                       |  |
| 20:30 CEST    | Corazza 49' · Galabinov 60' | Relatório | Del Sante 11' | Estádio: Silvio Piola Público: 2,294 Árbitro: Andrea Rapuano |  |

| 7 agosto 2016 | Pro Vercelli                                 | 3–1       | Reggiana | Vercelli                                                      |  |
| 20:30 CEST    | Ardizzone 56' · Morra 85' · Mustacchio 90+2' | Relatório | Nolè 24' | Estádio: Silvio Piola Público: 1,650 Árbitro: Davide Ghersini |  |

| 7 agosto 2016 | Brescia | 0–2       | Pisa                    | Brescia                                                      |  |
| 20:30         |         | Relatório | Mannini 18' · Verna 65' | Estádio: Mario Rigamonti Público: 6,187 Árbitro: Marco Serra |  |

| 7 agosto 2016                    | Benevento | 0–0 (pro.) (2–4 pen.)       | Salernitana | Benevento                                                        |  |
| 20:30 CEST                       |           |                             |             | Estádio: Ciro Vigorito Público: 6,855 Árbitro: Aleandro Di Paolo |  |
|                                  |           | Penalidades                 |             |                                                                  |  |
| Mazzeo Lucioni Ceravolo De Falco |           | Vitale Coda Zito Donnarumma |             |                                                                  |  |

| 7 agosto 2016 | Frosinone                                        | 3–0       | Como | Frosinone                                                      |  |
| 20:30 CEST    | Paganini 14' · Frara 56' · D. Ciofani 78' (pen.) | Relatório |      | Estádio: Stadio Matusa Público: 3,737 Árbitro: Livio Marinelli |  |

| 7 agosto 2016 | Trapani                         | 3–0       | Seregno | Erice                                                                    |  |
| 20:30 CEST    | De Cenco 2', 34' · Coronado 71' | Relatório |         | Estádio: Polisportivo Provinciale Público: 6,318 Árbitro: Francesco Saia |  |

| 7 agosto 2016 | Perugia    | 1–0       | Alessandria | Perugia                                                  |  |
| 20:30 CEST    | Brighi 44' | Relatório |             | Estádio: Renato Curi Público: 3,185 Árbitro: Juan Sacchi |  |

| 7 agosto 2016 | Ternana                       | 2–0 (pro.) | Pordenone | Terni                                                               |  |
| 20:30         | Palombi 104' · La Gumina 119' |            |           | Estádio: Libero Liberati Público: 2,500 Árbitro: Daniele Martinelli |  |

| 7 agosto 2016 | Cesena                      | 2–0       | Arezzo | Cesena                                                       |  |
| 20:45 CEST    | Schiavone 54' · Ciano 90+6' | Relatório |        | Estádio: Dino Manuzzi Público: 3,762 Árbitro: Daniele Chiffi |  |

| 7 agosto 2016 | Latina     | 1–0       | Matera | Latina                                                             |  |
| 20:45 CEST    | Paponi 19' | Relatório |        | Estádio: Domenico Francioni Público: 1,705 Árbitro: Niccolo Baroni |  |

| 8 agosto 2016                                                   | Ascoli                    | 2–2 (pro.) (6–7 pen.)                                                | Lecce               | Ascoli Piceno                                                      |  |
| 20:30                                                           | Gatto 73' · Mengoni 90+2' | Relatório                                                            | [:en:[Franco Lepore | Estádio: Cino e Lillo Del Duca Público: 4,725 Árbitro: Luigi Nasca |  |
|                                                                 |                           | Penalidades                                                          |                     |                                                                    |  |
| Pecorini Jaadi Lazzari Orsolini Gatto Augustyn Hallberg Mengoni |                           | Vitofrancesco Vutov Giosa Fiordilino Lepore Arrigoni Cosenza Ciancio |                     |                                                                    |  |

### Terceira rodada
Os jogos foram disputados entre os dias 12 e 15 de agosto de 2016.
| 12 agosto 2016 | Genoa                                   | 3–2       | Lecce                      | Genoa                                                                     |  |
| 18:30 CEST     | Veloso 47' · Pandev 71' · Pavoletti 80' | Relatório | Lepore 60' · Torromino 62' | Estádio: Stadio Luigi Ferraris Público: 8,828 Árbitro: Claudio Gavillucci |  |

| 12 agosto 2016 | Bologna                 | 2–0       | Trapani | Bologna                                                              |  |
| 21:00 CEST     | Krejčí 42' · Taïder 47' | Relatório |         | Estádio: Renato Dall'Ara Público: 11,841 Árbitro: Eugenio Abbattista |  |

| 12 agosto 2016 | Palermo        | 1–0 (pro.) | Bari | Palermo                                                              |  |
| 21:00 CEST     | Chochev 120+2' | Relatório  |      | Estádio: Stadio Renzo Barbera Público: 7,483 Árbitro: Daniele Doveri |  |

| 13 agosto 2016 | Udinese                  | 2–3       | Spezia                                 | Udine                                                         |  |
| 19:30 CEST     | De Paul 35' · Zapata 89' | Relatório | Valentini 37' · Okereke 40' · Nenê 59' | Estádio: Stadio Friuli Público: 7,000 Árbitro: Rosario Abisso |  |

| 13 agosto 2016 | Chievo                                       | 3–0 | Virtus Entella | Verona                                                                      |  |
| 20:45          | Meggiorini 36' · Castro 64' · Pellissier 82' |     |                | Estádio: Stadio Marcantonio Bentegodi Público: 2,500 Árbitro: Fabio Maresca |  |

| 13 agosto 2016 | Novara      | 1–0 (pro.) | Latina | Novara                                                            |  |
| 20:30 CEST     | Troest 105' | Relatório  |        | Estádio: Stadio Silvio Piola Público: 1,890 Árbitro: Davide Massa |  |

| 13 agosto 2016 | Atalanta                                  | 3–0       | Cremonese | Bergamo                                                                       |  |
| 20:45 CEST     | Tolói 11' · Polák 31' (o.g.) · Kessié 75' | Relatório |           | Estádio: Stadio Atleti Azzurri d'Italia Público: 4,143 Árbitro: Luca Pairetto |  |

| 13 agosto 2016 | Pescara        | 2–0       | Frosinone | Pescara                                                          |  |
| 20:30 CEST     | Verre 19', 51' | Relatório |           | Estádio: Stadio Adriatico Público: 5,410 Árbitro: Antonio Damato |  |

| 13 agosto 2016 | Empoli                   | 2–0       | Vicenza | Empoli                                                                       |  |
| 20:45 CEST     | Maccarone 4' (pen.), 16' | Relatório |         | Estádio: Stadio Carlo Castellani Público: 1,386 Árbitro: Massimiliano Irrati |  |

| 13 agosto 2016 | Perugia          | 2–1       | Carpi    | Perugia                                                              |  |
| 20:30 CEST     | Bianchi 76', 79' | Relatório | Comi 65' | Estádio: Stadio Renato Curi Público: 2,654 Árbitro: Maurizio Mariani |  |

| 13 agosto 2016 | Cesena                     | 2–0       | Ternana | Cesena                                                                   |  |
| 20:45 CEST     | Balzano 41' · Cascione 45' | Relatório |         | Estádio: Stadio Dino Manuzzi Público: 3,103 Árbitro: Giampaolo Calvarese |  |

| 13 agosto 2016 | Torino                                          | 4–1       | Pro Vercelli  | Turin                                                                         |  |
| 20:30 CEST     | Ljajić 7' · Martínez 25' · Peres 50' · Boyé 87' | Relatório | La Mantia 56' | Estádio: Stadio Olimpico Grande Torino Público: 13,356 Árbitro: Domenico Celi |  |

| 14 agosto 2016                         | Salernitana   | 1–1 (pro.) (3–4 pen.)                      | Pisa           | Gubbio                                                             |  |
| 19:00 CEST                             | Donnarumma 1' | Relatório                                  | Montella 90+3' | Estádio: Stadio Pietro Barbetti Público: 350 Árbitro: Paolo Valeri |  |
|                                        |               | Penalidades                                |                |                                                                    |  |
| Vitale Caccavallo Zito Donnarumma Coda |               | Mannini Lupoli Peralta Di Tacchio Montella |                |                                                                    |  |

| 14 agosto 2016 | Hellas Verona              | 2–1       | Crotone     | Verona                                                                      |  |
| 20:45 CEST     | Fossati 11' · Zuculini 78' | Relatório | en:Simy 62' | Estádio: Stadio Marcantonio Bentegodi Público: 7,753 Árbitro: Carmine Russo |  |

| 14 agosto 2016 | Sampdoria                     | 3–0       | Bassano Virtus | Genoa                                                                 |  |
| 20:45 CEST     | Muriel 22', 63' · Budimir 68' | Relatório |                | Estádio: Stadio Luigi Ferraris Público: 8,000 Árbitro: Michael Fabbri |  |

| 15 agosto 2016 | Cagliari                               | 5–1       | S.P.A.L.      | Cagliari                                                          |  |
| 21:00 CEST     | Borriello 24', 44', 65', 83' · Sau 40' | Relatório | Antenucci 85' | Estádio: Stadio Sant'Elia Público: 6,200 Árbitro: Davide Ghersini |  |

### Quarta rodada
Os jogos ocorreram entre o dia 29 de novembro e 1 de dezembro.
| 29 novembro 2016 | Empoli        | 1–2 (pro.) | Cesena                      | Empoli                                                             |  |
| 15:00 CEST       | Gilardino 79' | Relatório  | Panico 67' · Rodríguez 102' | Estádio: Stadio Carlo Castellani Público: 644 Árbitro: Luigi Nasca |  |

| 29 novembro 2016 | Chievo                              | 3–0       | Novara | Verona                                                                       |  |
| 18:00 CEST       | Inglese 27', 30' (pen.) · Cesar 49' | Relatório |        | Estádio: Stadio Marcantonio Bentegodi Público: 850 Árbitro: Riccardo Pinzani |  |

| 29 novembro 2016 | Torino                                             | 4–0 (pro.) | Pisa | Turin                                                                             |  |
| 21:00 CEST       | Ljajić 93' · López 111' · Boyé 113' · Belotti 117' | Relatório  |      | Estádio: Estádio Olímpico Grande Torino Público: 10,875 Árbitro: Piero Giacomelli |  |

| 30 novembro 2016                                     | Palermo | 0–0 (pro.) (4–5 pen.)                           | Spezia | Palermo                                                                  |  |
| 15:00 CEST                                           |         | Relatório                                       |        | Estádio: Stadio Renzo Barbera Público: 4,629 Árbitro: Gianluca Aureliano |  |
|                                                      |         | Penalidades                                     |        |                                                                          |  |
| Diamanti Hiljemark Aleesami Quaison Balogh Goldaniga |         | Sciaudone Okereke Piu Galli Chichizola Migliore |        |                                                                          |  |

| 30 novembro 2016 | Atalanta                               | 3–0       | Pescara | Bergamo                                                                           |  |
| 18:00 CEST       | Raimondi 7' · Grassi 29' · Pešić 90+3' | Relatório |         | Estádio: Stadio Atleti Azzurri d'Italia Público: 6,344 Árbitro: Federico La Penna |  |

| 30 novembro 2016 | Sampdoria                     | 3–0       | Cagliari | Genoa                                                                 |  |
| 21:00 CEST       | Álvarez 13' · Schick 71', 90' | Relatório |          | Estádio: Stadio Luigi Ferraris Público: 4,479 Árbitro: Michael Fabbri |  |

| 1 dezembro 2016 | Genoa                                         | 4–3 (pro.) | Perugia                                   | Genoa                                                                |  |
| 18:00 CEST      | Simeone 3' · Pandev 37', 100' · Ninković 116' | Relatório  | Bianchi 53' · Drolè 63' · Di Nolfo 120+1' | Estádio: Stadio Luigi Ferraris Público: 4,764 Árbitro: Fabio Maresca |  |

| 1 dezembro 2016 | Bologna                                            | 4–0       | Hellas Verona | Bologna                                                        |  |
| 21:00 CEST      | Di Francesco 31' · Mounier 39', 86' · Krafth 90+1' | Relatório |               | Estádio: Renato Dall'Ara Público: 7,956 Árbitro: Luca Pairetto |  |

## Fase final

### Esquema
|  | Oitavas de final | Oitavas de final |   |                | Quartas de final | Quartas de final |  |          | Semifinais | Semifinais | Semifinais | Semifinais |  |          | Final | Final |
|  |                  |                  |   |                |                  |                  |  |          |            |            |            |            |  |          |       |       |
|  | Juventus         | 3                |   |                |                  |                  |  |          |            |            |            |            |  |          |       |       |
|  | Atalanta         | 2                |   |                |                  |                  |  |          |            |            |            |            |  |          |       |       |
|  | Atalanta         | 2                |   | Juventus       | 2                |                  |  |          |            |            |            |            |  |          |       |       |
|  |                  |                  |   | Juventus       | 2                |                  |  |          |            |            |            |            |  |          |       |       |
|  |                  | Milan            | 1 |                |                  |                  |  |          |            |            |            |            |  |          |       |       |
|  | Milan            | Milan            | 1 | 2              |                  |                  |  |          |            |            |            |            |  |          |       |       |
|  | Milan            |                  |   | 2              |                  |                  |  |          |            |            |            |            |  |          |       |       |
|  | Torino           | 1                |   |                |                  |                  |  |          |            |            |            |            |  |          |       |       |
|  | Torino           | 1                |   |                |                  |                  |  | Juventus | 3          | 2          | 5          |            |  |          |       |       |
|  |                  |                  |   |                |                  |                  |  | Juventus | 3          | 2          | 5          |            |  |          |       |       |
|  |                  | Napoli           | 1 | 3              | 4                |                  |  |          |            |            |            |            |  |          |       |       |
|  | Napoli           | Napoli           | 1 | 3              | 4                | 3                |  |          |            |            |            |            |  |          |       |       |
|  | Napoli           |                  |   |                |                  | 3                |  |          |            |            |            |            |  |          |       |       |
|  | Spezia           | 1                |   |                |                  |                  |  |          |            |            |            |            |  |          |       |       |
|  | Spezia           | 1                |   | Napoli         | 1                |                  |  |          |            |            |            |            |  |          |       |       |
|  |                  |                  |   | Napoli         | 1                |                  |  |          |            |            |            |            |  |          |       |       |
|  |                  | Fiorentina       | 0 |                |                  |                  |  |          |            |            |            |            |  |          |       |       |
|  | Fiorentina       | Fiorentina       | 0 | 1              |                  |                  |  |          |            |            |            |            |  |          |       |       |
|  | Fiorentina       |                  |   | 1              |                  |                  |  |          |            |            |            |            |  |          |       |       |
|  | Chievo           | 0                |   |                |                  |                  |  |          |            |            |            |            |  |          |       |       |
|  | Chievo           | 0                |   |                |                  |                  |  |          |            |            |            |            |  | Juventus | 2     |       |
|  |                  |                  |   |                |                  |                  |  |          |            |            |            |            |  | Juventus | 2     |       |
|  |                  | Lazio            | 0 |                |                  |                  |  |          |            |            |            |            |  |          |       |       |
|  | Internazionale   | Lazio            | 0 | 3              |                  |                  |  |          |            |            |            |            |  |          |       |       |
|  | Internazionale   |                  |   | 3              |                  |                  |  |          |            |            |            |            |  |          |       |       |
|  | Bologna          | 2                |   |                |                  |                  |  |          |            |            |            |            |  |          |       |       |
|  | Bologna          | 2                |   | Internazionale | 1                |                  |  |          |            |            |            |            |  |          |       |       |
|  |                  |                  |   | Internazionale | 1                |                  |  |          |            |            |            |            |  |          |       |       |
|  |                  | Lazio            | 2 |                |                  |                  |  |          |            |            |            |            |  |          |       |       |
|  | Lazio            | Lazio            | 2 | 4              |                  |                  |  |          |            |            |            |            |  |          |       |       |
|  | Lazio            |                  |   | 4              |                  |                  |  |          |            |            |            |            |  |          |       |       |
|  | Genoa            | 2                |   |                |                  |                  |  |          |            |            |            |            |  |          |       |       |
|  | Genoa            | 2                |   |                |                  |                  |  | Lazio    | 2          | 2          | 4          |            |  |          |       |       |
|  |                  |                  |   |                |                  |                  |  | Lazio    | 2          | 2          | 4          |            |  |          |       |       |
|  |                  | Roma             | 0 | 3              | 3                |                  |  |          |            |            |            |            |  |          |       |       |
|  | Roma             | Roma             | 0 | 3              | 3                | 4                |  |          |            |            |            |            |  |          |       |       |
|  | Roma             |                  |   |                |                  | 4                |  |          |            |            |            |            |  |          |       |       |
|  | Sampdoria        | 0                |   |                |                  |                  |  |          |            |            |            |            |  |          |       |       |
|  | Sampdoria        | 0                |   | Roma           | 2                |                  |  |          |            |            |            |            |  |          |       |       |
|  |                  |                  |   | Roma           | 2                |                  |  |          |            |            |            |            |  |          |       |       |
|  |                  | Cesena           | 1 |                |                  |                  |  |          |            |            |            |            |  |          |       |       |
|  | Sassuolo         | Cesena           | 1 | 1              |                  |                  |  |          |            |            |            |            |  |          |       |       |
|  | Sassuolo         |                  |   | 1              |                  |                  |  |          |            |            |            |            |  |          |       |       |
|  | Cesena           | 2                |   |                |                  |                  |  |          |            |            |            |            |  |          |       |       |

### Oitavas de final
| 10 janeiro 2017 | Napoli                                          | 3–1       | Spezia      | Nápoles                                                          |  |
| 21:00 CEST      | Zieliński 3' · Giaccherini 55' · Gabbiadini 57' | Relatório | Piccolo 35' | Estádio: Stadio San Paolo Público: 22,329 Árbitro: Luca Pairetto |  |

| 11 janeiro 2017 | Fiorentina                | 1–0       | Chievo | Florença                                                              |  |
| 17:30 CEST      | Bernardeschi 90+3' (pen.) | Relatório |        | Estádio: Stadio Artemio Franchi Público: 6,477 Árbitro: Domenico Celi |  |

| 11 janeiro 2017 | Juventus                                       | 3–2       | Atalanta                   | Turim                                                               |  |
| 20:45 CEST      | Dybala 22' · Mandžukić 34' · Pjanić 75' (pen.) | Relatório | Konko 72' · Latte Lath 81' | Estádio: Juventus Stadium Público: 38,023 Árbitro: Piero Giacomelli |  |

| 12 janeiro 2017 | Milan                       | 2–1       | Torino      | Milão                                                    |  |
| 21:00 CEST      | Kucka 61' · Bonaventura 64' | Relatório | Belotti 27' | Estádio: San Siro Público: 13,892 Árbitro: Carmine Russo |  |

| 17 janeiro 2017 | Internazionale                           | 3–2 (pro.) | Bologna                   | Milão                                                       |  |
| 21:00 CEST      | Murillo 34' · Palacio 39' · Candreva 98' | Relatório  | Džemaili 43' · Donsah 73' | Estádio: San Siro Público: 23,478 Árbitro: Maurizio Mariani |  |

| 18 janeiro 2017 | Lazio                                                          | 4–2       | Genoa                    | Roma                                                             |  |
| 21:00           | Đorđević 20' · Hoedt 31' · Milinković-Savić 70' · Immobile 75' | Relatório | Pinilla 41' · Pandev 45' | Estádio: Stadio Olimpico Público: 10,000 Árbitro: Antonio Damato |  |

| 18 janeiro 2017 | Sassuolo      | 1–2       | Cesena                        | Reggio Emilia                                                                        |  |
| 17:30 CEST      | Pellegrini 4' | Relatório | Ciano 81' (pen.) · Laribi 84' | Estádio: Mapei Stadium – Città del Tricolore Público: 1,920 Árbitro: Gianluca Rocchi |  |

| 19 janeiro 2017 | Roma                                              | 4–0       | Sampdoria | Roma                                                                  |  |
| 21:00 CEST      | Nainggolan 39', 90' · Džeko 47' · El Shaarawy 61' | Relatório |           | Estádio: Stadio Olimpico Público: 33,507 Árbitro: Gianpaolo Calvarese |  |

### Quartas de final
| 24 janeiro 2017 | Napoli       | 1–0       | Fiorentina | Nápoles                                                           |  |
| 20:45 CEST      | Callejón 71' | Relatório |            | Estádio: Stadio San Paolo Público: 31,850 Árbitro: Daniele Doveri |  |

| 25 janeiro 2017 | Juventus                | 2–1       | Milan     | Turim                                                                  |  |
| 20:45 CEST      | Dybala 10' · Pjanić 21' | Relatório | Bacca 53' | Estádio: Juventus Stadium Público: 40,142 Árbitro: Massimiliano Irrati |  |

| 31 janeiro 2017 | Internazionale | 1–2       | Lazio                                   | Milão                                                  |  |
| 20:45 CEST      | Brozović 84'   | Relatório | Felipe Anderson 20' · Biglia 56' (pen.) | Estádio: San Siro Público: 31,757 Árbitro: Marco Guida |  |

| 1 fevereiro 2017 | Roma                           | 2–1       | Cesena        | Roma                                                            |  |
| 20:45 CEST       | Džeko 68' · Totti 90+7' (pen.) | Relatório | Garritano 73' | Estádio: Stadio Olimpico Público: 26,204 Árbitro: Fabio Maresca |  |

### Semifinais

#### Partidas de ida
| 28 fevereiro 2017 | Juventus                                    | 3–1       | Napoli       | Turim                                                           |  |
| 20:45 CEST        | Dybala 47' (pen.), 69' (pen.) · Higuaín 64' | Relatório | Callejón 36' | Estádio: Juventus Stadium Público: 38,398 Árbitro: Paolo Valeri |  |

| 1 março 2017 | Lazio                               | 2–0       | Roma | Roma                                                                  |  |
| 20:45 CEST   | Milinković-Savić 30' · Immobile 78' | Relatório |      | Estádio: Stadio Olimpico Público: 28,000 Árbitro: Massimiliano Irrati |  |

#### Partidas de volta
| 4 abril 2017 | Roma                             | 3–2 (3–4 agr.) | Lazio                               | Roma                                                             |  |
| 20:45 CEST   | El Shaarawy 43' · Salah 66', 90' | Relatório      | Milinković-Savić 37' · Immobile 56' | Estádio: Stadio Olimpico Público: 43,721 Árbitro: Nicola Rizzoli |  |

| 5 abril 2017 | Napoli                                 | 3–2 (4–5 agr.) | Juventus         | Nápoles                                                       |  |
| 20:45 CEST   | Hamšík 53' · Mertens 61' · Insigne 67' | Relatório      | Higuaín 32', 59' | Estádio: Stadio San Paolo Público: 48,421 Árbitro: Luca Banti |  |

### Final
| 17 maio 2017 | Lazio | 0–2       | Juventus                     | Roma                                                 |  |
| 21:00 CEST   |       | Relatório | Dani Alves 12' · Bonucci 24' | Estádio: Olímpico de Roma Árbitro: Paolo Tagliavento |  |

## Premiação
| Coppa Italia de 2016-17 |
| ----------------------- |

| Campeão Coppa Italia de 2016–17 |
| ------------------------------- |
| Juventus (12º título)           |

## Estatísticas

### Artilharia
Atualizado 5 de abril de 2017
| Pos. | Jogador                 | Equipe      | Gols |
| ---- | ----------------------- | ----------- | ---- |
| 1    | Marco Borriello         | Cagliari    | 4    |
| 1    | Paulo Dybala            | Juventus    | 4    |
| 1    | Goran Pandev            | Genoa       | 4    |
| 4    | Rolando Bianchi         | Perugia     | 3    |
| 4    | Luca Cognigni           | Ancona      | 3    |
| 4    | Stefano Del Sante       | Juve Stabia | 3    |
| 4    | Gonzalo Higuaín         | Juventus    | 3    |
| 4    | Ciro Immobile           | Lazio       | 3    |
| 4    | Sergej Milinković-Savić | Lazio       | 3    |